# 2MASS J01033203+1935361
2MASS J01033203+1935361 ist ein Brauner Zwerg im Sternbild Fische. Er wurde 2000 von J. Davy Kirkpatrick et al. entdeckt.
2MASS J01033203+1935361 gehört der Spektralklasse L6 an. Seine Position verschiebt sich aufgrund seiner Eigenbewegung jährlich um 0,31 Bogensekunden.